# Список песен Виктора Цоя
Список песен, написанных или спетых Виктором Цоем (группа «Кино»), существующих в аудиозаписи в широком обращении.
В 1999 году несколько композиций вошли в список лучших песен русского рока в XX веке по версии радиостанции «Наше радио».

## Список песен
Автор всех песен — Цой, Виктор Робертович, если не указано иное.
| Название                                                                        | Автор | Альбом группы «Кино»                                                                                      | Комментарий |
| ------------------------------------------------------------------------------- | --- | --- | --- |
| «Алюминиевые огурцы»                                                            | | «45» | |
| «Анаша»                                                                         | народная (предположительно)                                                                                        | «Начальник Камчатки» (переиздание 1996 года)                                                              | Дуэт с Александром Башлачёвым, живое исполнение в котельной «Камчатка», добавлен в альбом как бонус-трек. |
| «Апрель»                                                                        | | «Звезда по имени Солнце»                                                                                  | |
| «Ария мистера X»                                                                | Кальман, Имре — музыка Фадеева, Ольга Яковлевна — текст                                                            | «Начальник Камчатки»                                                                                      | Ария из оперетты «Принцесса цирка». |
| «Атаман»                                                                        | | «12 22»                                                                                                   | Виктор Цой планировал включить песню в альбом 1990 года. В итоге альбом вышел уже после смерти Цоя, но песня в него не вошла. Впервые она прозвучала в документальном фильме «Цой — „Кино“» 21 июня 2012 года. Позже была издана как сингл. |
| «Без десяти» («Без десяти девять»)                                              | | «46» | |
| «Бездельник» («Бездельник 1»)                                                   | | «45» «12 22»                                                                                              | Не путать данную песню с одноимённой песней из альбома «Память» Асхата Калбаева и группы «Виктор». |
| «Бездельник 2» («С лицом нахала»)                                               | | «45» | |
| «Бошетунмай»                                                                    | | «Группа крови»                                                                                            | |
| «Братская любовь»                                                               | | «Неизвестные песни» «Любовь — это не шутка»                                                               | |
| «В наших глазах»                                                                | | «Группа крови» «Последний герой»                                                                          | |
| «В поисках сюжета» («Сюжет для новой песни»)                                    | | «Неизвестные песни» «Начальник Камчатки»                                                                  | |
| «Верь мне»                                                                      | | «Это не любовь»                                                                                           | |
| «Весна»                                                                         | | «Неизвестные песни» «Это не любовь»                                                                       | |
| «Видели ночь» («Мы вышли из дома»)                                              | | «Ночь» | |
| «Возле дороги» («Уезжаю куда-то»)                                               | | «Первые записи. „Гарин и гиперболоиды“»                                                                   | |
| «Война»                                                                         | | «Группа крови» «Последний герой»                                                                          | |
| «Вопрос» («Велосипед», «Ответ»)                                                 | | «История этого мира» «Последние записи» «Звезда по имени Солнце» (переиздание 2019 года на 3 CD)          | Была записана для альбома «Звезда по имени Солнце», но при издании была исключена. Вероятно, Виктор Цой потом планировал включить её в альбом 1990 года (судя по заметкам в блокноте). Но на момент выпуска альбома, уже после смерти Цоя, запись песни оказалась утеряна, и была найдена только через несколько лет. В 2019 году вошла в расширенное переиздание альбома «Звезда по имени Солнце» на 3 CD. |
| «Восьмиклассница»                                                               | | «45» | |
| «Время есть, а денег нет»                                                       | | «45» | |
| «Генерал»                                                                       | | «46» «Начальник Камчатки» «12 22»                                                                         | |
| «Город»                                                                         | | «Это не любовь»                                                                                           | |
| «Гость»                                                                         | | «Начальник Камчатки»                                                                                      | |
| «Группа крови»                                                                  | | «Группа крови» «Последний герой» „Кино“ в кино                                                            | |
| «Дальше действовать будем мы» («Марш мира»)                                     | | «Любовь — это не шутка» «Группа крови» „Кино“ в кино                                                      | |
| «Двигайся, танцуй со мной» («Танцуй со мной»)                                   | | «Спасём мир (концерт в Ленинградском дворце молодёжи 19 октября 1986 года)»                               | Дуэт с Джоанной Стингрей. |
| «Дерево»                                                                        | | «45» | |
| «Дети минут»                                                                    | Цой, Виктор Робертович — текст Рыбин, Алексей Викторович — музыка Ю-Питер (группа) — другой вариант музыки         | — | Запись авторского исполнения не найдена. Впервые песня прозвучала с музыкой Алексея Рыбина в исполнении группы «Атас» в 1992 году на концерте памяти Виктора Цоя. Другой вариант, с музыкой группы «Ю-Питер», вышел в альбоме «Ю-Питера» «Цветы и тернии». |
| «Дети проходных дворов»                                                         | | «Это не любовь»                                                                                           | |
| «Дождь» («Ты есть»)                                                             | | «Первые записи. „Гарин и гиперболоиды“»                                                                   | |
| «Дождь для нас»                                                                 | | «46» «Начальник Камчатки»                                                                                 | |
| «Железнодорожная вода»                                                          | Гребенщиков, Борис Борисович                                                                                       | «Неизвестные песни» (переиздание 1996 года)                                                               | Концертная запись кавер-версии песни из «Синего альбома» группы «Аквариум», добавлена в сборник как бонус-трек. |
| «Жизнь в стёклах»                                                               | | «Ночь» | |
| «Завтра война» («Паренёк»)                                                      | | Без названия, неофициальное название — «Чёрный альбом» (переиздание 1996 года)                            | Была записана для этого альбома, но при издании была исключена и добавлена потом в переиздании как бонус-трек. |
| «Закрой за мной дверь, я ухожу»                                                 | | «Любовь – это не шутка» «Группа крови» „Кино“ в кино «12 22»                                              | |
| «Звезда» («Вера—надежда—любовь», «Волчий вой»)                                  | | Без названия, неофициальное название — «Чёрный альбом»                                                    | |
| «Звезда по имени Солнце»                                                        | | «Звезда по имени Солнце» „Кино“ в кино                                                                    | |
| «Звёзды останутся здесь»                                                        | | «Ночь» | |
| «Игра»                                                                          | | «Ночь» | |
| «Каждую ночь»                                                                   | | «46» «Начальник Камчатки»                                                                                 | |
| «Камчатка»                                                                      | | «46» «Начальник Камчатки»                                                                                 | |
| «Когда твоя девушка больна»                                                     | | Без названия, неофициальное название — «Чёрный альбом» «12 22»                                            | |
| «Когда-то ты был битником» («Битник»)                                           | | «45» | |
| «Кончится лето» («Жду ответа»)                                                  | | Без названия, неофициальное название — «Чёрный альбом»                                                    | |
| «Красно-жёлтые дни»                                                             | | Без названия, неофициальное название — «Чёрный альбом»                                                    | |
| «Кукушка»                                                                       | | Без названия, неофициальное название — «Чёрный альбом» «12 22»                                            | Концертная запись добавлена в альбоме «12 22». |
| «Легенда»                                                                       | | «Группа крови»                                                                                            | |
| «Лето»                                                                          | | «Неизвестные песни»                                                                                       | |
| «Любовь — это не шутка»                                                         | | «Неизвестные песни» «Любовь — это не шутка»                                                               | |
| «Малыш»                                                                         | | «История этого мира» «Последние записи»                                                                   | |
| «Мама — Анархия» («Анархия»)                                                    | | «Ночь» | Посвящение Андрею Панову. |
| «Мама, мы все сошли с ума» («Мама, мы все тяжело больны»)                       | | «Группа крови» «Последний герой» «12 22»                                                                  | |
| «Место для шага вперёд»                                                         | | «Звезда по имени Солнце» «12 22»                                                                          | |
| «Мне не нравится город Москва»                                                  | | «Первые записи. „Гарин и гиперболоиды“»                                                                   | |
| «Моё настроение»                                                                | | «Первые записи. „Гарин и гиперболоиды“»                                                                   | Не путать данную песню (начальные строки «Я на запотевшем стекле трамвая…») с песней «Настроение» («Ты пишешь мне, что обидно и некуда слёзы девать…») из альбома «Память» Асхата Калбаева и группы «Виктор». |
| «Мои друзья»                                                                    | | «45» | |
| «Молодой пастушок»                                                              | | — | Исполнялась единственный раз у «Митьков», запись в Усть-Ижоре, 1985 год. |
| «Музыка волн»                                                                   | | «46» «Это не любовь» «12 22»                                                                              | |
| «Муравейник» («Я не люблю, когда мне врут»)                                     | | Без названия, неофициальное название — «Чёрный альбом»                                                    | |
| «Мы хотим танцевать»                                                            | | «Ночь» | |
| «На кухне»                                                                      | | «45» | |
| «Нам с тобой»                                                                   | | Без названия, неофициальное название — «Чёрный альбом» «12 22»                                            | |
| «Невесёлая песня»                                                               | | «Звезда по имени Солнце» „Кино“ в кино                                                                    | |
| «Ночь»                                                                          | | «Ночь» | |
| «Около семи утра» («Я из тех»)                                                  | | «Неизвестные песни»                                                                                       | |
| «Они сказали — надо пройти!» («Смотри — это кино»)                              | | «Последние записи»                                                                                        | |
| «Папа, твой сын» («Мне всё равно», «Папа т. с.»)                                | | «Первые записи. „Гарин и гиперболоиды“»                                                                   | |
| «Пачка сигарет»                                                                 | | «Звезда по имени Солнце»                                                                                  | |
| «Песня без слов» («Белый день»)                                                 | | «Звезда по имени Солнце»                                                                                  | |
| «Печаль»                                                                        | | «Звезда по имени Солнце» «Последний герой»                                                                | |
| «Попробуй спеть вместе со мной»                                                 | | «Любовь — это не шутка» «Группа крови» „Кино“ в кино «12 22»                                              | |
| «Пора»                                                                          | | «46» | |
| «Посвящение Марку Болану» («Я иду туда, куда глаза мои глядят», «Песня для МБ») | | «Первые записи. „Гарин и гиперболоиды“»                                                                   | |
| «Последний герой»                                                               | | «Неизвестные песни» «Начальник Камчатки» «Ночь» «Последний герой» «12 22»                                 | |
| «Постой, паровоз»                                                               | народная (предположительно)                                                                                        | «Начальник Камчатки» (переиздание 1996 года)                                                              | Песня из фильма «Операция «Ы» и другие приключения Шурика», исполнена дуэтом с Александром Башлачёвым в котельной «Камчатка», добавлена в альбом как бонус-трек. |
| «Пригородный блюз»                                                              | Майк Науменко | «Первые записи. „Гарин и гиперболоиды“»                                                                   | |
| «Прогулка романтика» («Романтик»)                                               | | «Начальник Камчатки»                                                                                      | |
| «Проснись» («Это любовь»)                                                       | | «Это не любовь»                                                                                           | |
| «Просто хочешь ты знать»                                                        | | «45» | |
| «Прохожий»                                                                      | | «Любовь — это не шутка» «Группа крови»                                                                    | |
| «Разреши мне»                                                                   | | «Неизвестные песни» «Любовь — это не шутка»                                                               | |
| «Раньше в твоих глазах отражались костры»                                       | | «„Кино“ в кино»                                                                                           | Из фильма «Конец каникул». |
| «Растопите снег»                                                                | | «Начальник Камчатки»                                                                                      | |
| «Рядом со мной» («Ты выглядишь так несовременно»)                               | | «Это не любовь»                                                                                           | |
| «Саша»                                                                          | | «46» «Это не любовь» «12 22»                                                                              | |
| «Сельва»                                                                        | Курёхин, Сергей Анатольевич — музыка Болучевский, Владимир Алексеевич — текст                                      | «46» (переиздание 1996 года)                                                                              | Концертная запись, добавлена в альбом как бонус-трек. |
| «Серая тень» («Каждому солнце светит»)                                          | | «Первые записи. „Гарин и гиперболоиды“»                                                                   | |
| «Ситар играл»                                                                   | | «45» | |
| «Сказка» («Странная сказка»)                                                    | | «Звезда по имени Солнце»                                                                                  | |
| «Скоро будет зима» («Песня для БГ», «Осень»)                                    | | «Первые записи. „Гарин и гиперболоиды“»                                                                   | |
| «Следи за собой»                                                                | | Без названия, неофициальное название — «Чёрный альбом» „Кино“ в кино «12 22»                              | Концертная запись добавлена в альбоме «12 22». |
| «Словно тень, бегу куда-то я»                                                   | | «Первые записи. „Гарин и гиперболоиды“»                                                                   | |
| «Совсем больной»                                                                | | — | |
| «Солнечные дни»                                                                 | | «45» | |
| «Сосны на морском берегу» («Сосны»)                                             | | Без названия, неофициальное название — «Чёрный альбом» (переиздание 1996 года) «Последние записи» «12 22» | Была записана для альбома 1990 года, но при издании была исключена и добавлена потом в переиздании как бонус-трек. Позже была перевыпущена в качестве ремейка для ремастерного альбома «12_22». Музыка для ремейка была создана с нуля оставшимися участниками группы во второй половине 2022 года. |
| «Спокойная ночь»                                                                | | «Любовь — это не шутка» «Группа крови» «Последний герой»                                                  | |
| «Стань птицей»                                                                  | | «46» (переиздание 1996 года)                                                                              | Концертная запись, добавлена в альбом как бонус-трек. |
| «Стишок»                                                                        | Кофе (группа) — музыка Тишаков Станислав — текст                                                                   | «Это не любовь» (переиздание 1996 года) «Любовь — это не шутка»                                           | Исполненный Виктором Цоем в студии отрывок песни «Принцесса» из альбома «Баланс» группы «Кофе», добавлен в альбом как бонус-трек. В альбоме «Любовь — это не шутка» представлен как составная часть песни «Разреши мне». |
| «Стук»                                                                          | | «Звезда по имени Солнце» «Последний герой» (переиздание 2023 года на 3 CD)                                | |
| «Танец»                                                                         | | «Ночь» | |
| «Танкисты»                                                                      | народная | «Начальник Камчатки» (переиздание 1996 года)                                                              | Дуэт с Александром Башлачёвым, живое исполнение в котельной «Камчатка», добавлен в альбом как бонус-трек. |
| «Твой номер»                                                                    | | «Ночь» | |
| «Транквилизатор»                                                                | | «46» «Начальник Камчатки» «Последний герой» (переиздание 2023 года на 3 CD)                               | |
| «Троллейбус»                                                                    | | «46» «Начальник Камчатки» «Последний герой» «12 22»                                                       | |
| «Ты мог бы» («Подросток», «Ты смотришь назад», «Ты мог быть героем»)            | | «Неизвестные песни» «Любовь — это не шутка»                                                               | |
| «Ты обвела меня вокруг пальца» («Ты играла со мной»)                            | | «Неизвестные песни» «Любовь — это не шутка»                                                               | |
| «Уходи»                                                                         | | «Это не любовь»                                                                                           | |
| «Фильмы»                                                                        | | «Ночь» | |
| «Французский боцман» («Однажды»)                                                | Цой, Виктор Робертович Курёхин, Сергей Анатольевич                                                                 | — | |
| «Холодильник» («Он ест», «Ночной грабитель холодильников»)                      | | «Первые записи. „Гарин и гиперболоиды“»                                                                   | |
| «Хочу быть с тобой» («Я хочу быть с тобой», «Акробаты»)                         | | «46» «Начальник Камчатки»                                                                                 | |
| «Хочу перемен!» («Перемен!», «Мы ждём перемен»)                                 | | «Последний герой» „Кино“ в кино                                                                           | |
| «Электричка»                                                                    | | «45» «Последний герой»                                                                                    | |
| «Это не любовь»                                                                 | | «Это не любовь» «12 22»                                                                                   | |
| «Я — асфальт» («Асфальт»)                                                       | | «45» (переиздание 1996 года)                                                                              | Перед выходом альбома была исключена из него и снова добавлена в переиздании как бонус-трек. |
| «Я иду по улице»                                                                | | «46» | |
| «Я объявляю свой дом» («Безъядерная зона»)                                      | | «Это не любовь» «12 22»                                                                                   | |
| «Я хочу быть кочегаром»                                                         | | «46» (переиздание 1996 года)                                                                              | Концертная запись, добавлена в альбом как бонус-трек. |
| «Blood Type»                                                                    | Цой, Виктор Робертович — музыка, изначальный текст Каспарян, Юрий Дмитриевич — перевод Стингрей, Джоанна — перевод | «Последние записи» «Последний герой» (переиздание 2023 года на 3 CD)                                      | |
| «Feeling»                                                                       | Курёхин, Сергей Анатольевич — музыка Стингрей, Джоанна — текст                                                     | — | Совместное исполнение Джоанны Стингрей, Виктора Цоя, Юрия Каспаряна, Бориса Гребенщикова, Виктора Сологуба и Сергея Курёхина. Песня вышла в альбомах Дж. Стингрей "Stingray" и "Rock Me But Don’t Disrupt My Mind". |

## Инструментальные композиции
Список инструментальных композиций группы «Кино», записанных на студии «Мосфильм» к фильму «Игла» в 1988 году.
1. «Артур (Мамонову)»
2. «Дина (Смирновой)»
3. «Инструментал 1»
4. «Инструментал 2»
5. «Моро едет к морю»
6. «Перекати-Поле»
7. «Спартак (Баширову)»

## Комментарии
1. ↑  Существуют песни авторства Виктора Цоя, аудиозаписей которых нет, либо они не общедоступны (например, «Вася любит диско, диско и сосиски...», «Зима», «Румба», «Идиот» и т. д.)
2. ↑  Указаны оригинальные издания номерных альбомов группы (включая «46»). Для песен, которые на них отсутствуют, указаны переиздания, другие студийные релизы или наиболее известные концертные альбомы.